# Ліпнічкі
Ліпнічкі (пол. Lipniczki) — село в Польщі, у гміні Лисомиці Торунського повіту Куявсько-Поморського воєводства.
Населення — 382 особи (2011).
У 1975-1998 роках село належало до Торунського воєводства.

## Демографія
Демографічна структура станом на 31 березня 2011 року:
|          | Загалом | Допрацездатний вік | Працездатний вік | Постпрацездатний вік |
| -------- | ------- | ------------------ | ---------------- | -------------------- |
| Чоловіки | 194     | 37                 | 139              | 18                   |
| Жінки    | 188     | 42                 | 109              | 37                   |
| Разом    | 382     | 79                 | 248              | 55                   |